# ミュンスター彫刻プロジェクト

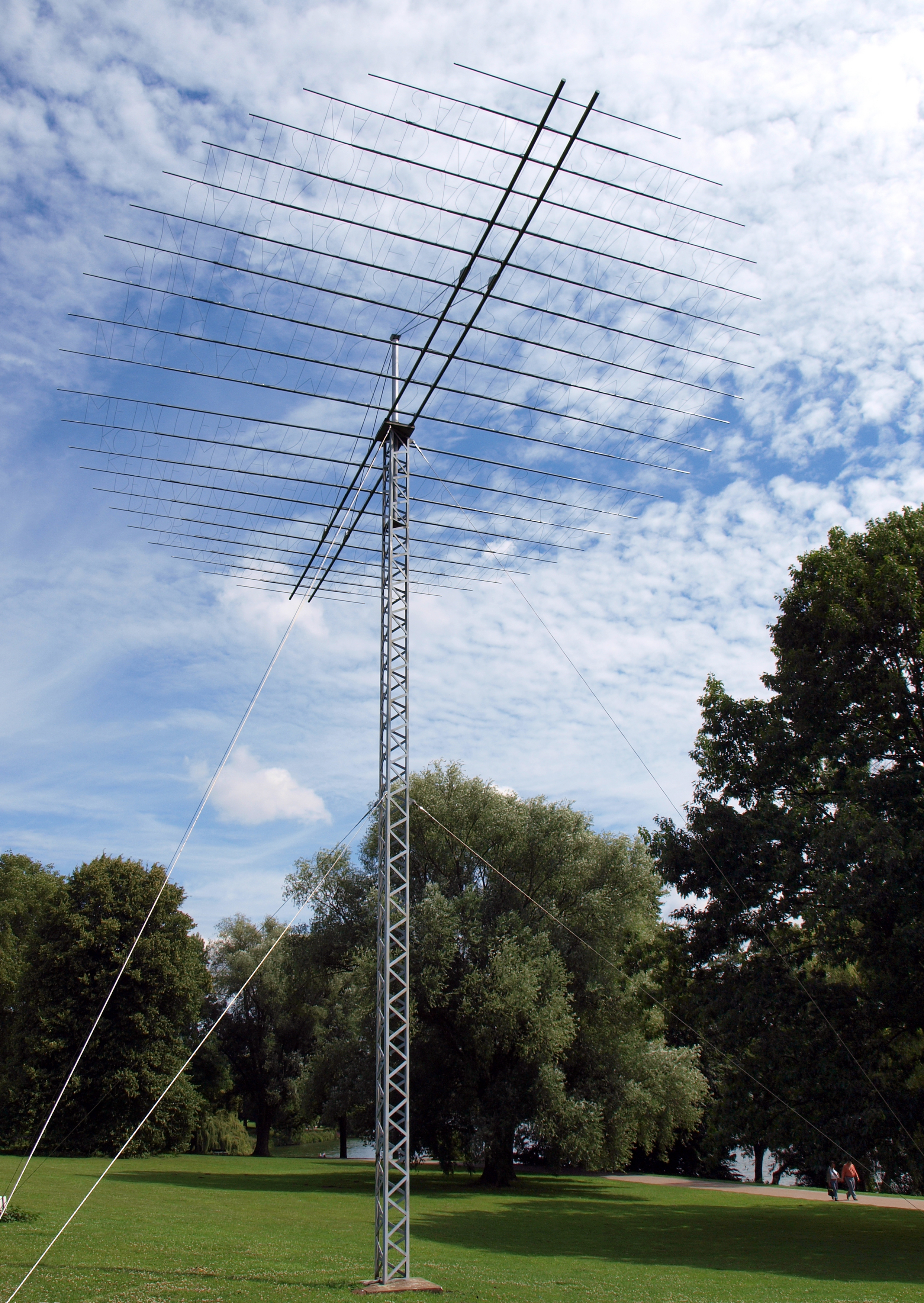
1997年開催時のイリヤ・カバコフ作品

ミュンスター彫刻プロジェクト（Skulptur.Projekte）は、ドイツ連邦共和国の北西部、ノルトライン＝ヴェストファーレン州の都市ミュンスター（Münster）で、10年に一度夏の間だけ開催されるアートイベント。公共空間と芸術作品の関係がテーマで、芸術家が事前に町に滞在し、町や住民のことをよく調査した上で作品と設置場所のアイデアを出し、滞在制作し作品を設置するというやり方を1970年代から取り入れていたことが特徴。1977年に第一回が開催され、以後1987年、1997年、2007年、2017年に開催された。

## 「芸術と公共性」の論争
このプロジェクトの発端はイギリスの現代美術家・彫刻家ヘンリー・ムーアの野外作品をミュンスター市に寄贈しようとしたところ、市当局が設置を拒否したことに端を発する。カトリックの大聖堂がある、人口30万人に満たない保守的な地方都市としてはムーアの作品は芸術として認め難かったのだが、この決定は多くの反応を呼んだ。
- 作品として素晴らしいのに寄贈を拒否するのはおかしい
- 市の保守性と文化レベルの低さが笑いものになっている
- 問題の作品は前衛的で意味不明であり、見たくもないし町の中にも置いてほしくない
- 芸術だからといって何でも許されるものではない
- たとえいい作品でも、公共の場所に置くための作品はもう少し場所のことを考えて設置してほしい
- 市民生活から遊離した芸術の方もあり方を考え直さねばならない

こうした論争が起こり、市民のみならず全国の美術家、美術評論家や市民活動家、都市研究者もまきこんで公共性と芸術の関係をめぐる議論がなされた。
（日本ほか各国でも、駅前など公共空間に設置される彫刻作品（パブリック・アート）をめぐって「迷惑」「目障り」「この町と何の関係もない」といった反対の声が上がることがあり、これを「彫刻公害」と呼ぶこともある）

## ミュンスター彫刻プロジェクトの開始
これを踏まえ、ミュンスター市にあるノルトライン＝ヴェストファーレン州立美術館によって、美術館内と市街地や公園など野外に彫刻作品を設置する展覧会「ミュンスター彫刻プロジェクト」が1977年に開催され、世界各国からカール・アンドレ、ヨーゼフ・ボイス、リチャード・ロング、ドナルド・ジャッド、クレス・オルデンバーグなどそうそうたる現代美術家が町に招待され、市民と議論を重ね作品を置く予定の場所を観察しながら滞在制作し、市内各地に様々な作品が仮設展示された。一方で市民の間では「現代美術反対運動」が起こるなど論争も巻き起こした。
20年がたち、2回目・3回目となるにつれ市民の間でも理解が広がりボランティアスタッフも集まるようになった。美術家もより「作品と、作品が置かれる場所の関係」を考えて制作がなされるようになり、世界からの注目も集まるようになった。現在では、「ヴェネツィア・ビエンナーレ」や「サンパウロ・ビエンナーレ」、「ドクメンタ」などに匹敵する主要な芸術イベントである。

## ミュンスター彫刻プロジェクトの特徴と影響
この展覧会は野外彫刻展とはいえ、単に有名な作家が出来合いの作品をよそから持って来て野外に置くだけの展覧会ではない。作品と都市・生活の関係を問うための展覧会である。招待された芸術家は開催2年前から町に来て、作品の置かれるミュンスター市の風景や歴史、都市のなりたちや問題などをあらかじめリサーチする。シンポジウムやアーティストトークを行い、美術家は住民の町や芸術に対する考えを理解し、住民はその作家の作品の意味や考えを理解する。その上で作品の設置場所やプランが決まってゆき（この時点で実現に至らず制作できない場合もある）、最終的に制作・設置され、会期中も住民や観客との対話の場が持たれる。会期が終われば作品は撤去される。（一部の作品は、市に買い上げられて恒久設置されている。）
美術家にとっては、自分の作品作りを美術に縁のない人に説明し、できた作品と設置場所との関係が手厳しく評価されることで、自分の活動を客観的に見直す厳しい場となる。また、住民にとっても、住み慣れた町のことを外から来た作家や観客と話し合い、作品設置で一変した風景を見ることで自分の町に対する印象が変化したり芸術の効果や存在理由を考えたり、積極的に町の将来のために活動したり町に誇りを持つきっかけになったりする。
近年は美術作品の傾向の変化に合わせ、彫刻というよりも、ミュンスター各地を舞台にした映像作品上映やパフォーマンス、美術家の主催するイベントや会合の形式を採った作品も増えている。この展覧会の運営のあり方はヴェネツィア・ビエンナーレなど先行する大型国際美術展にも影響を与え、日本でも2000年から新潟県十日町市で行われている「大地の芸術祭 越後妻有アートトリエンナーレ」などに影響している。

## 参加アーティスト

### 1977年
カール・アンドレ、マイケル・アッシャー、ヨーゼフ・ボイス、ドナルド・ジャッド、リチャード・ロング、ブルース・ナウマン、クレス・オルデンバーグ、ウルリッヒ・リュックリーム、リチャード・セラ

### 1987年
デニス・アダムス、カール・アンドレ、ジョバンニ・アンセルモ、シア・アルマジャーニ、リチャード・アーシュワーガー、マイケル・アッシャー、シュテファン・バルケンホール、ローター・バウムガルテン、ヨーゼフ・ボイス、ジョージ・ブレクト、ダニエル・ビュラン、スコット・バートン、エドゥアルド・チリーダ、ティエリー・デ・コルディエ、リチャード・ディーコン、ルチアーノ・ファブロ、ロバート・フェリュー、イアン・ハミルトン・フィンレイ、ピーター・フィシュリ & ディヴィッド・ヴァイス、カタリーナ・フリッチュ、イザ・ゲンツケン、ルドガー・ゲルデス、ダン・グラハム、ロドニー・グラハム、ハンス・ハーケ、キース・ヘリング、Ernst Hermanns、オルグ・ヘロルド、ジェニー・ホルツァー、レベッカ・ホーン、シラゼー・ハウシャリ、Thomas Huber、ドナルド・ジャッド、Hubert Kiecol、ペール・キルケビー、Harald Klingelhöller、ジェフ・クーンズ、Raimund Kummer、アンジュ・レッチア、ソル・ルウィット、マリオ・メルツ、Olaf Metzel 、フランソワ・モルレ、ラインハルト・ムハ、マット・マリカン、ブルース・ナウマン、マリア・ノルトマン、クレス・オルデンバーグ、ナム・ジュン・パイク、A・R・ペンク、ジュゼッペ・ペノーネ、ヘルマン・ピッツ、Fritz Rahmann、ウルリッヒ・リュックリーム、ライナー・ルーテンベック、エットーレ・スパレッティ、トーマス・シュトゥルート、リチャード・タトル、 フランツ・ヴェスト、Rémy Zaugg

### 1997年
キム・アダムス、カール・アンドレ、マイケル・アッシャー、ゲオルグ・バゼリッツ、アリギエロ・ボエッティ、クリスティン・ボーランド、ダニエル・ビュラン、ジャネット・カーディフ、マウリツィオ・カテラン、エドゥアルド・チリーダ、Stephen Craig、リチャード・ディーコン、マーク・ディオン、スタン・ダグラス、マリア・アイ匕ホルン、アイシェ・エルクメン、ピーター・フィシュリ & ディヴィッド・ヴァイス、イザ・ゲンツケン、ポール＝アルマン・ジェット、ジェフ・ギー、ダグラス・ゴードン、ダン・グラハム、マリー=アンジェ・ギルミノ、ハンス・ハーケ、レイモンド・ヘインズ、ゲオルグ・ヘロルド、トーマス・ヒルシュホルン、レベッカ・ホーン、ホァン・ヨンピン、ベサン・ヒューズ、ファブリス・イベール、イリヤ・カバコフ、川俣正、マルティン・キッペンベルガー、ペール・キルケビー、ジェフ・クーンズ、Svetlana Kopystiansky、ソル・ルウィット、ヨープ・ファンリース・ハウト、Olaf Metzel、ラインハルト・ムハ、マリア・ノルトマン、クレス・オルデンバーグ＆コーシャ・ヴァン・ブリュッゲン、ガブリエル・オロスコ、トニー・オースラー、ナム・ジュン・パイク、ホルヘ・パルド、ヘルマン・ピッツ、Marjetica Potrc、Charles Ray、トビアス・レーベルガー、ウルリッヒ・リュックリーム、アレン・ルッパーズバーグ, ライナー・ルーテンベック、クルト・ リュスラヴュ、カリン・ザンダー、トーマス・シュッテ、リチャード・セラ、ローマン・シグネール、アンドレアス・スロミンスキー、曽根裕、Diana Thater, ベルト・タイス、リクリット・ティーラワニット、ユラリア・ヴァルドセラ、ヘルマン・デ・フリース、ローレンス・ウェイナー、フランツ・ヴェスト、レイチェル・ホワイトリード、エリン・ヴィクストロム, ヴォルフガング・ヴィンター＆べルトルト・ホルベルト、ジェフリー・ウィスニェフスキ、アンドレア・ジッテル、Heimo Zobernig

### 2007年
パヴェウ・アルトハメル、フランシス・アリス, マイケル・アッシャー, ガイ・ベンナー、Guillaume Bijl、マーティン・ボイス、ジェレミー・デラー、エルムグリーン＆ドラッグセット、ハンス＝ペーター・フェルドマン、ドラ・ガルシア、イザ・ゲンツケン、ドミニク・ゴンザレス゠フォルステル、Tue Greenfort、デイヴィッド・ハモンズ、ヴァレリー・ジューヴ、マイク・ケリー、スーチャン・キノシタ、マーコ・レハンカ, Eva Meyer & Eran Schaerf、Deimantas Narkevicius、ブルース・ナウマン、Maria Pask、Manfred Pernice、スーザン・フィリップス、マーサ・ロスラー、トーマス・シュッテ、アンドレアス・シークマン、ローズマリー・トロッケル、Silke Wagner、マーク・ウォリンジャー、クレメンス・フォン・ヴェーデマイヤー、Annette Wehrmann、Pae White

### 2017年
荒川医、アラム・バートル、ナイリー・バグラミアン、コジマ・フォン・ボニン＆ Tom Burr、アンドレアス・ブンテ、Gerard Byrne、CAMP (シャイナ・ アナンド、アショク・スクマラン)、Michael Dean、ジェレミー・デラー、ニコール・アイゼンマン、アイシェ・エルクメン、ララ・ファヴァレット、Hreinn Friðfinnsson、Monika Gintersdorfer & Knut Klaßen、ピエール・ユイグ、John Knight、グザヴィエ・ル・ロワ with Scarlet Yu、ジャスティン・マザリー、Sany、クリスティアン・オツォック、Emeka Ogboh、Peles Empire、アレクサンドラ・ピリチ、Mika Rottenberg、グレゴール・シュナイダー、トーマス・シュッテ、Nora Schultz、Michael Smith、ヒト・シュタイエル、田中功起、オスカー・トゥアゾン、ジョエル・ツアリンクス、ケリス・ウィン・エヴァンス、Hervé Youmbi、バルバラ・ヴァーグナー＆ ベンジャミン・デ・ブルカ